# Manuel I. (Portugal)

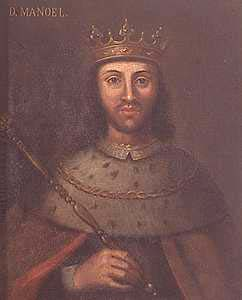
König Manuel I., der Glückliche, von Portugal

Manuel I.  (portugiesisch Dom Manuel I), genannt „Emanuel der Glückliche“ (O Venturoso, * 31. Mai 1469 in Alcochete; † 13. Dezember 1521 in Lissabon), gilt als einer der bedeutendsten Könige Portugals. Er stammte aus dem Hause Avis und regierte von 1495 bis 1521. Unter seiner Herrschaft erlebte Portugal eine wirtschaftliche, politische und kulturelle Blüte, ein sogenanntes Goldenes Zeitalter. Es gelang die Entdeckung des Seewegs nach Indien und der Aufbau eines ersten Kolonialreichs im Indischen Ozean zur Sicherung des Indienhandels sowie die Entdeckung Brasiliens. Der prunkvolle Architekturstil der Manuelinik ist nach ihm benannt.

## Leben

### Die Frage der Thronfolge
Manuel I. war ein Sohn Ferdinands von Portugal-Viseu und Beatrix’ von Portugal. Er war somit väterlicherseits ein Enkel König Eduards I. und sowohl väterlicher- als auch mütterlicherseits ein Urenkel König Johanns I., des ersten Herrschers aus dem Haus Avis.
Da er aber sowohl väterlicher- als auch mütterlicherseits aus einer jüngeren Linie des Hauses stammte, war er nicht von Geburt an zur Thronfolge bestimmt. 1491 verstarb jedoch der Thronfolger, Alfons, vor seinem Vater. Da es König Johann II. nicht mehr gelang, einen Erben zu zeugen, und da auch des Königs Versuche scheiterten, seinen illegitimen Lieblingssohn zum Thronerben erklären zu lassen, fiel die Thronfolge schließlich Manuel als nächstem männlichen Verwandten Johanns II. zu. Dass Manuel den Thron besteigen konnte, verdankte er auch der Königin Eleonore, der Ehefrau Johanns II. Diese war Manuels Schwester und kämpfte energisch für Manuels Thronanspruch und gegen den nichtehelichen Sohn ihres Mannes.
Bereits bevor er zum Thronfolger bestimmt wurde, hatte Manuel hohe Ämter inne. So war er Herzog von Viseu und Beja und Großmeister des Christusordens. 1495 bestieg er nach dem Tod Johanns II. selbst den portugiesischen Thron.

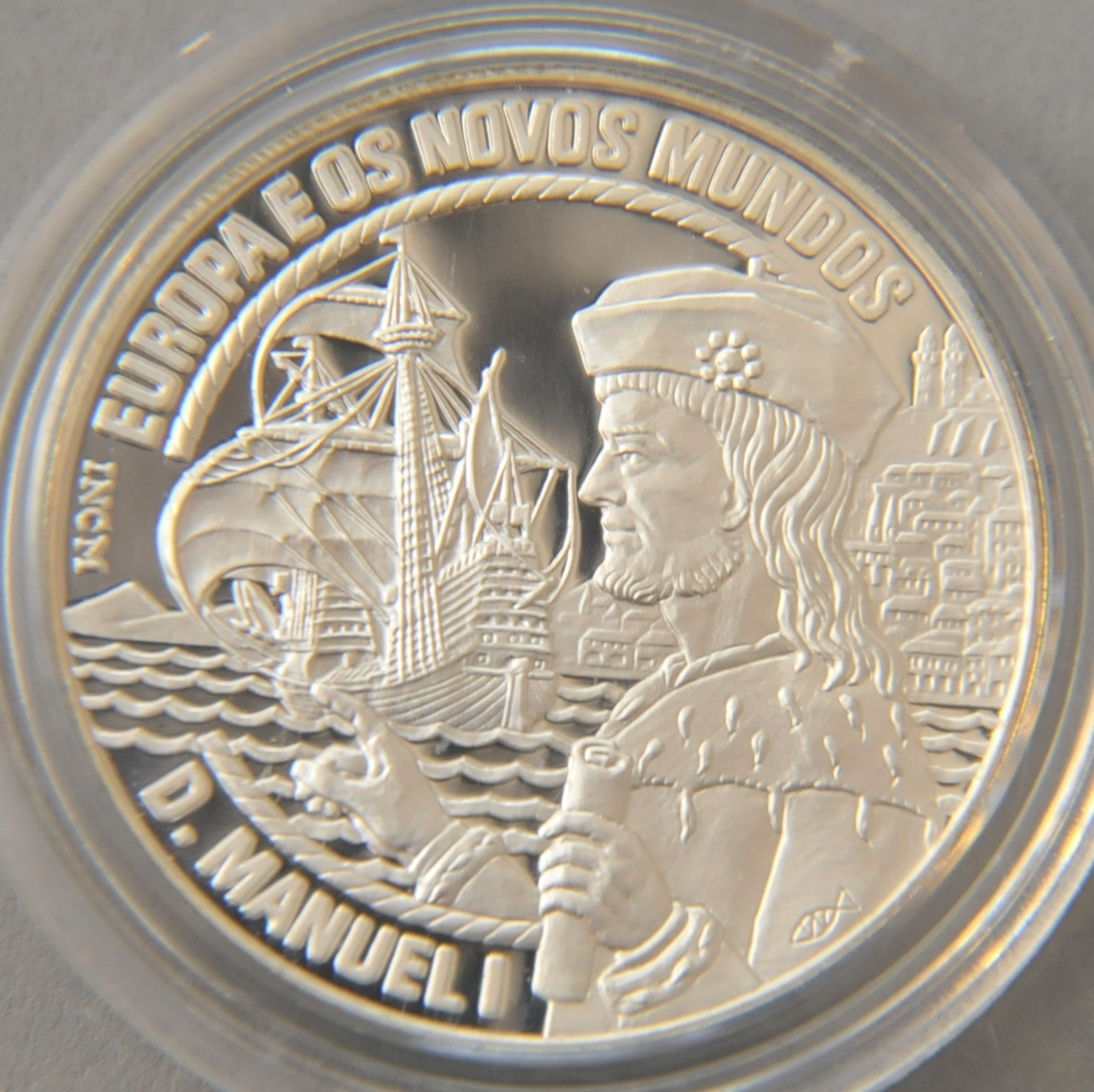
Manuel I., Silbermünze aus 1994, 25 ECU

### Gründung des Kolonialreichs

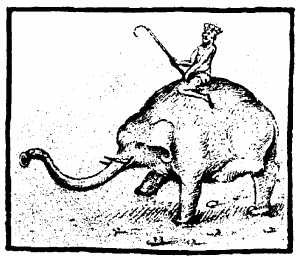
Dom Manuel I. auf dem Elefanten Hanno, den er 1514 Papst Leo X. in Rom zum Geschenk gemacht hatte (zeitgenössische Titelillustration der Leitura Nova)

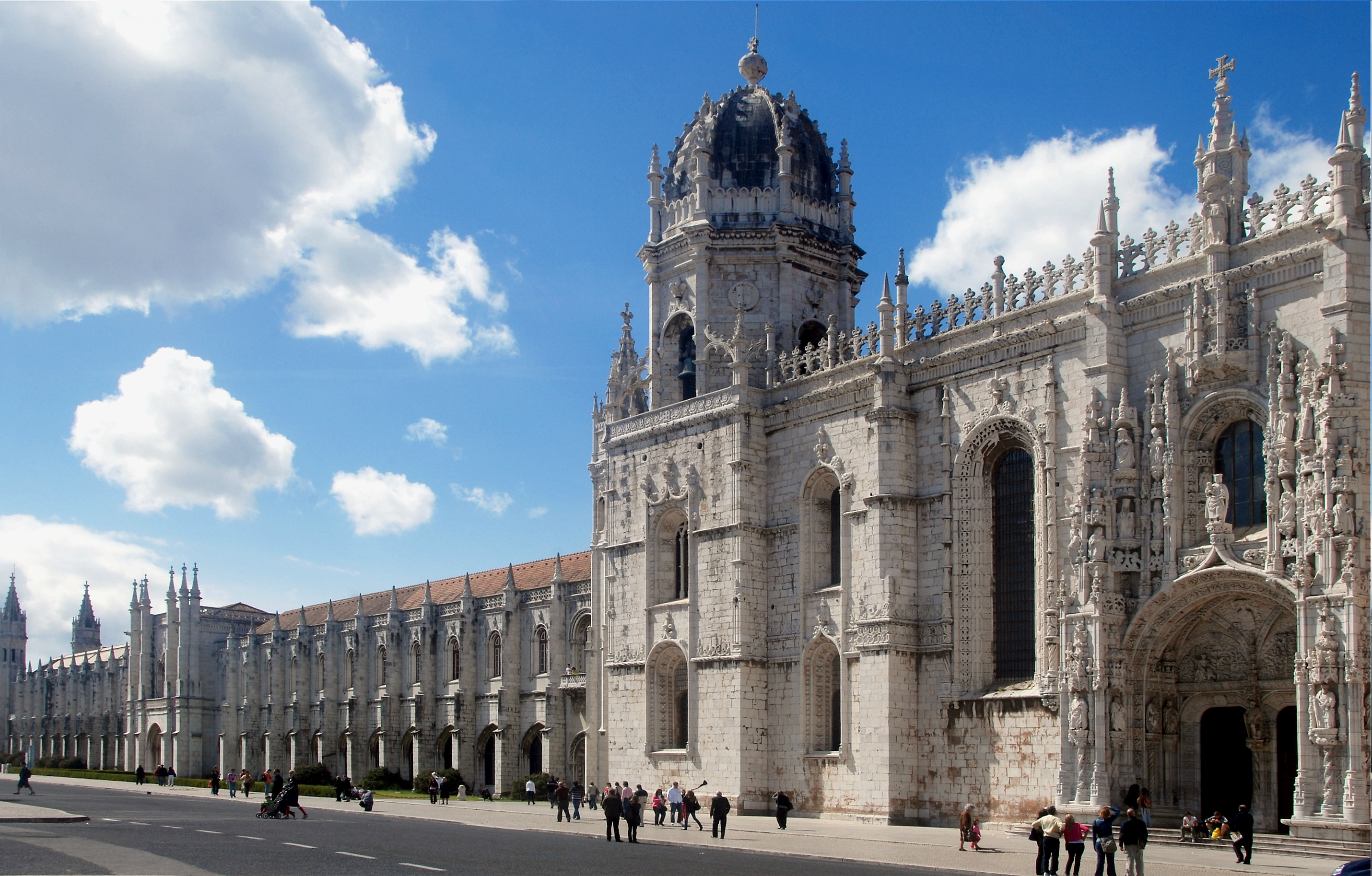
Das Mosteiro dos Jerónimos in Belém, Lissabon

Schon drei Jahre später 1498 entdeckte Vasco da Gama den seit den Tagen Heinrichs des Seefahrers gesuchten Seeweg nach Indien. Portugal stieg zur weltweiten Macht auf und Manuel wurde zum reichsten Herrscher Europas. Unter seiner Herrschaft wurden Stützpunkte und Kolonien in verschiedenen Kontinenten errichtet.

#### Afrika
Portugal hatte bereits an den westlichen Küsten Afrikas vor der Herrschaft Manuels I. zahlreiche Stützpunkte angelegt. So wurden unter Manuels Herrschaft nur wenige neue Stützpunkte an der Afrikanischen Küste oder den Inseln im Atlantik gegründet. Im Jahr 1500 entstand die erste Siedlung auf Príncipe und im Jahr 1515 wurde das Fort St. Antonio in Axim errichtet, welches als wichtiger Umschlagplatz für den Sklavenhandel fungierte. 1501 wurde die im Atlantik liegende Insel St. Helena von João da Nova für Portugal in Besitz genommen.
Zur Versorgung der nach Indien fahrenden Flotten war es notwendig, auch an den östlichen Küsten über Stützpunkte zu verfügen. So schlossen die Portugiesen mit der Handelsstadt Melinde im heutigen Kenia im Jahr 1500 ein Bündnis, worauf die Stadt in der Folgezeit für Jahrzehnte ein wichtiger Stützpunkt der Portugiesen in Ostafrika bis 1593 wurde. Schiffe, die bei der Umrundung der Südspitze Afrikas in Seenot gerieten, konnten auf der örtlichen Werft repariert werden. Ebenfalls im Jahr 1500 entdeckte Diogo Dias Mauritius und La Réunion und damit eine Möglichkeit einer alternativen Route nach Indien, falls eine Flotte den Monsun verpasste. 1503 folgte ein Handelsposten auf der Inselgruppe Sansibar. 1505 wurde die ganze Inselgruppe als Kolonie in Besitz genommen. Ebenfalls im Jahr 1505 wurde in Sofala mit dem Bau der großen steinernen Festung São Caetano de Sofala begonnen. Der Bau der Festung wurde nach 7 Jahren im Jahr 1512 abgeschlossen. Die Portugiesen glaubten hier das biblische Ophir erreicht zu haben. Anschließend versuchten die Portugiesen von Sofala aus den südafrikanischen Goldhandel von den Goldfeldern Manicas aus dem Munhumutapa-Reich in ihre Hand zu bekommen. Der stete Zustrom von Edelmetall aus dem subsaharischen Afrika erlaubte König Manuel die Ausprägung des Cruzado, einer Goldmünze, die zur internationalen Verrechnungseinheit wurde. 1510 errichteten die Portugiesen auf der Insel Ilha de Moçambique das Fort São Sebastião. Es diente fortan als zentraler Verwaltungssitz der ost-afrikanischen Kolonien und als Stützpunkt zur Versorgung der portugiesischen Indienfahrer mit Wasser und Proviant.

#### Naher Osten
Um das Handelsmonopol im Indischen Ozean durchzusetzen, wurde unter der Herrschaft Manuels I. versucht, nicht nur die Gewürze exportierenden Häfen in Indien und Asien, sondern selbst die importierenden Häfen des Nahen Ostens der bisherigen Handelsroute einzunehmen. Dies gelang auch weitgehend. Lediglich die Eroberung von Aden scheiterte 1513 nach einer Belagerung unter Afonso de Albuquerque. Der Eingang zum Roten Meer und dieses selbst blieben dadurch in der Folge unter arabischer Kontrolle.
Neben den merkantilen Interessen verfolgte Manuel I. im Nahen Osten auch eine religiöse Agenda. Um den Einfluss der islamischen Staaten zurückzudrängen, suchte man das Reich des legendären Priesterkönig Johannes. So wurde nach der Entdeckung des christlichen Königreiches in Äthiopien eine Gesandtschaft unter Francisco Álvares dorthin geschickt, um mit Negus David II ein Bündnis zu schließen. Manuel I. hoffte in einer Allianz den Islam zu vernichten. Aber weder der portugiesische Kriegszug 1517 unter Lopo Soares de Albergaria Richtung Dschidda und Mekka noch der Krieg zwischen Äthiopien und dem Sultanat Adal brachten Erfolge. Als direkte Folge des portugiesischen Kriegszuges 1517 durch das Rote Meer in unmittelbarer Nähe der heiligsten Städte des Islams unterstellten sich die Scherifen von Mekka dem Osmanischen Reich, von dem sie sich Schutz erhofften.
1507 wurden mit Maskat, Suhar, Quriat, Sur die meisten Hafenstädte im heutigen Oman eingenommen. 1515 wurde Hormus erobert, das den Handel zwischen Indien und dem heutigen Iran kontrollierte, und die große Festung Forte de Nossa Senhora da Conceição de Ormuz errichtet.

#### Estado da Índia
Den ersten Entdeckern, welche den Seeweg nach Indien gefunden hatten (Indienhandel), folgten anschließend die Eroberer: zunächst Francisco de Almeida, der vom König zum Vizekönig von Indien ernannt wurde, danach Afonso de Albuquerque, der als Gouverneur über umfangreiche Vollmachten verfügte. Sie errichteten eine Reihe von Stützpunkten, sowohl Handelsniederlassungen vor allem für den Handel mit Pfeffer, als auch militärische Stützpunkte, und drangen über Indien hinaus weiter nach Osten vor.
1502 wurde mit Fort Manuel in Cochin die erste dauerhafte Siedlung in Asien gegründet und fungierte bis 1510 als erste Hauptstadt der Portugiesen in Indien.
1504 gelang es einer kleinen portugiesischen Armee mit Hilfe verbündeter Truppen aus Cochin unter Duarte Pacheco Pereira eine große indische Armee des Zamorins von Kalikut zu besiegen und die portugiesische Präsenz in Indien zu festigen. 1505 folgte in Cannanore der Bau der Festung St. Angelo. 1509 wurde eine große vereinigte ägyptisch-arabisch-indische Flotte während der Seeschlacht von Diu vernichtet und Portugal erreichte für knapp 100 Jahre die uneingeschränkte Seeherrschaft im Indischen Ozean. Anschließend führten die Portugiesen eine Art Steuer bzw. eine Art Schutzgeld für alle nicht-portugiesischen Handelsschiffe ein, welche den Indischen Ozean befuhren. 1510 besetzte Afonso de Albuquerque Goa, das sich schnell zur bedeutendsten portugiesischen Handelsniederlassung in Indien entwickelte und von 1510 bis 1961 als portugiesische Hauptstadt in Indien fungierte. 1517 wurde ein erstes Fort in Colombo gebaut und Ceylon geriet immer mehr unter portugiesischen Einfluss, wodurch Portugal ein Monopol im Zimt-Handel erreichte. 1518 wurde in Quilon das Forte de São Tomé errichtet. Ab 1520/1521 kam der Handelsknotenpunkt Chaul unter Portugiesische Kontrolle.

#### Ostasien
1511 eroberte de Albuquerque Malakka (heute in Malaysia). Die an der Straße von Malakka gelegene Stadt kontrollierte sowohl den Weg zwischen Indien und China als auch den Weg zu den Gewürzinseln im Osten. Anschließend wurde in Malakka die große Festung A Famosa errichtet. Die Molukken wurden im selben Jahr durch eine Expedition unter António de Abreu und Francisco Serrão entdeckt. Auf Ternate und Batjan entstanden 1513 erste Faktoreien.
Besonders Ternate wurde anschließend zum Zentrum der portugiesischen Präsenz auf den Molukken und Startpunkt der Gewürzroute nach Lissabon. Von diesen Inseln wurden Muskatnuss, Macis und Gewürznelken nach Europa importiert.

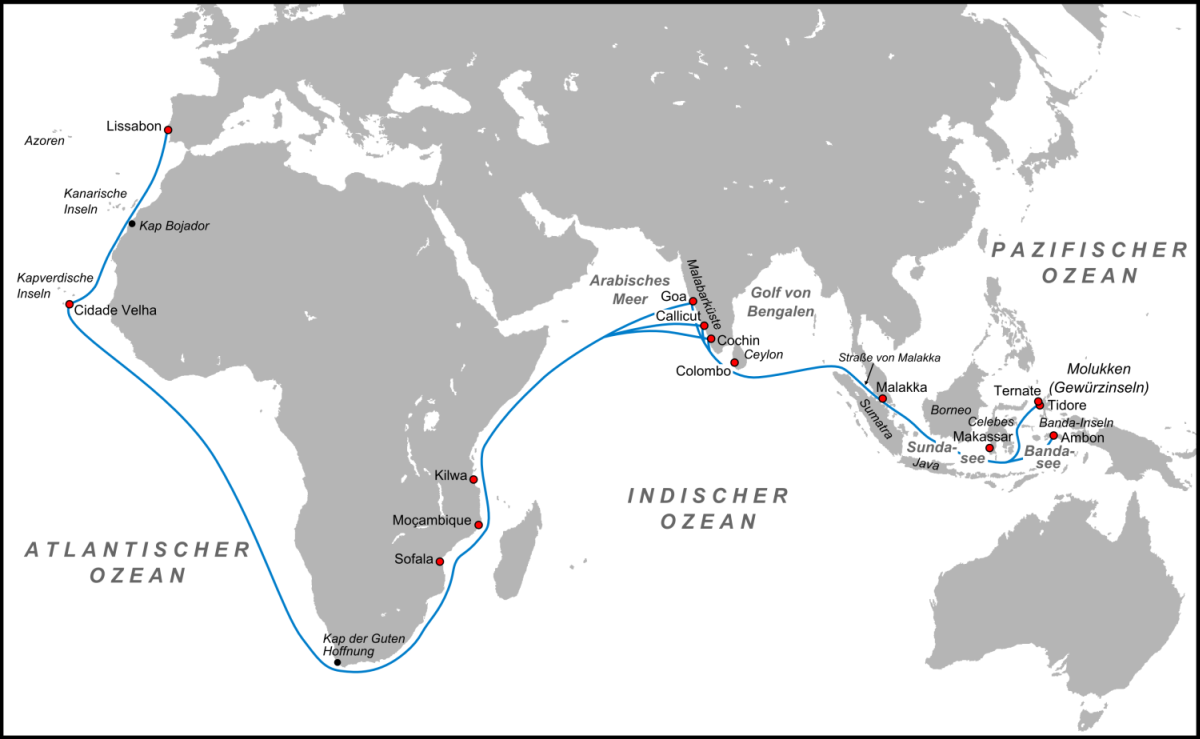
Die Gewürzroute von den Molukken nach Lissabon

1511 wurde auch Macassar erreicht und 1512 ein erster Handelsstützpunkt errichtet. Timor wurde 1512 entdeckt und 1515 kamen die ersten Dominikaner als Missionare nach Timor. Portugal hatte damit den außerordentlich lukrativen Gewürzhandel unter seine Kontrolle gebracht, das bisherige Handelsmonopol der Araber mit Gewürzen war gebrochen. Lissabon entwickelte sich zu dem zentralen Handelszentrum in Europa für Gewürze und andere Waren aus dem Osten. Organisiert wurde der Handel durch die Casa da Índia. Jährlich wurde eine Flotte nach Asien geschickt, die sogenannten Armadas da Índia. Ab 1520 kam es durch die Mission Fernão de Magalhães, welcher zuvor von Manuel in Ungnade entlassen worden war, zu Spannungen zwischen Manuel I. und seinem Schwager Karl V. Beide interpretierten den 1494 geschlossenen Vertrag von Tordesillas unterschiedlich und beanspruchten die Molukken. 1520 gab daher Manuel den Bau der Festung São João Baptista de Ternate auf Ternate in Auftrag, welche nach seinem Tod 1522 errichtet wurde. 1520 kam schließlich auch Solor und 1521 Ambon unter Einfluss der Portugiesen.

#### China
1513 erreichte Jorge Álvares als erster Europäer auf dem direkten Seeweg China. 1517 wurde auf Anweisung Manuels I. eine erste offizielle Gesandtschaft unter Tomé Pires an den Hof des chinesischen Kaisers Zhengde aus der Ming-Dynastie geschickt. Die Reise brachte einen Misserfolg, Pires starb in China in Gefangenschaft. Als Folge herrschte Krieg zwischen China und Portugal. Ein 1519 errichteter erster portugiesische Stützpunkt in Tamão ging 1521 verloren. Erst 1553 gelang es den Portugiesen in China dauerhaft mit der Kolonie Macau Fuß zu fassen.

#### Amerika
Pedro Álvares Cabral entdeckte auf der zweiten Fahrt nach Indien im Jahr 1500 zufällig Brasilien und nahm es für Portugal in Besitz. 1502 und 1503 wurden die Küsten des Landes unter Gonçalo Coelho, Amerigo Vespucci und Gaspar de Lemos erkundet. 1502 wurde die Guanabara-Bucht entdeckt und dem Ort der Name Rio de Janeiro gegeben.
Anschließend wurde das formal in Besitz genommene Land, das die Portugiesen Terra da Santa Cruz („Land des Heiligen Kreuzes“) nannten, gegen eine jährliche Summe an ein privates Handelskonsortium unter Fernão de Noronha verpachtet. 1504 wurde die Inselgruppe Fernando de Noronha als «capitania do mar» no litoral als erstes brasilianisches Überseelehen von Manuel I. an Noronha übergeben. Ab 1504 organisierte das Konsortium eine jährliche Flotte nach Brasilien.

#### Globaler Anspruch
Manuel I. eroberte 1513–1515 weite Teile Marokkos von den Arabern. Der Königstitel Manuels zeigt den globalen Anspruch, den die portugiesische Monarchie zu dieser Zeit erhob: Rei de Portugal e dos Algarves e Senhor da conquista, navegação, e comércio da India, Etiópia, Arábia e Pérsia (dt. König von Portugal und der Algarve, Herr der Eroberungen, der Seefahrt und des Handels mit Indien, Äthiopien, Arabien und Persien). Dem Anspruch, Herr über den Handel mit Indien zu sein, verlieh Manuel Ausdruck dadurch, dass er sich in Lissabon regelmäßig von mehreren aus Asien importierten Elefanten zur Kathedrale begleiten ließ, von denen er einen namens Hanno als Geschenk an Papst Leo X. nach Rom schickte.
Portugal erlebte unter Manuel I. eine bisher nicht gekannte kulturelle Blüte, das so genannte Goldene Zeitalter. Die überseeischen Aktivitäten des Landes begannen Früchte zu tragen, aus den Kolonien flossen große Mengen an wertvollen Waren, vor allem Gold und Silber ins Mutterland. Da der Überseehandel nach Afrika und Asien königliches Monopol war und die neuen Kolonien zu Krongut erklärt wurden, profitierte vor allem der König selbst von diesem Reichtum. Manuel errichtete damit phantastische Bauten im nach ihm benannten Manuelinischen Stil. Auch das Rechts-, Bildungs- und Gesundheitswesen wurden unter seiner Herrschaft reformiert.

### Judenverfolgung

Epistola de victoria contra infideles habita, 1507

Innenpolitisch setzte sich Manuel I. endgültig gegen den Landadel durch. Das Steuersystem wurde perfektioniert, die weitere Innenpolitik jedoch durch die Vertreibung der Juden belastet. Juden lebten schon seit der Spätantike, also noch vor der christlichen Zeit und vor der Gründung des Königreiches Portugal, im Lande. Ab 1490 wurden jedoch in den Cortes, dem portugiesischen Adelsparlament, verstärkt Klagen über die Juden als Geldverleiher laut. 1492 vertrieben die Katholischen Könige die Juden aus ihren Gebieten, 60.000 von ihnen flohen nach Portugal. In den Verhandlungen mit den Katholischen Königen, die 1497 zur Hochzeit des Königs mit ihrer Tochter Isabella von Aragón und Kastilien führte, verlangten die Mitglieder der Cortes, dass auch Portugal seine Juden ausweisen solle. Dies geschah 1496. Allerdings sollten diejenigen Juden bleiben dürfen, die sich taufen ließen. 1504 und 1506 kam es in Lissabon jedoch zu anti-jüdischen Pogromen gegen die sogenannten „Neuen Christen“ (Cristãos-Novos).

## Heiraten und Nachkommen
Mit den Katholischen Königen war auch vereinbart worden, die drei großen iberischen Reiche (also Portugal, Kastilien und Aragon) durch eine gezielte Heiratspolitik zu vereinigen. Nachdem in Spanien 1497 der Thronfolger verstorben war, war Isabella designierte Erbin der Katholischen Könige. Allerdings verstarb sie schon ein Jahr nach der Heirat mit Manuel I. an Komplikationen nach der Geburt ihres ersten Sohnes, Michael. Dieser verstarb bereits in seinem zweiten Lebensjahr ebenfalls.
Zwar heiratete Manuel nach dem Tode Isabellas erneut eine Tochter der Katholischen Könige, die Infantin Maria. Doch nicht sie, sondern ihre ältere Schwester Johanna („die Wahnsinnige“) erbte die spanische Krone, die über ihre Ehe mit Philipp dem Schönen schließlich an die Habsburger fiel. Auch mit dem neuen Herrschergeschlecht knüpfte Manuel I. noch verwandtschaftliche Beziehungen an. Nach dem Tode Marias heiratete er in letzter Ehe Eleonore, eine Schwester des römisch-deutschen Kaisers Karl V. (als Karl I. König von Spanien).

Das Wappen der portugiesischen Könige von Johann II. bis Manuel II.

Manuel I. war dreimal verheiratet, davon zweimal mit Prinzessinnen aus dem in Kastilien und Aragón herrschenden Hause Trastámara.
- In erster Ehe heiratete er 1497 Isabella de Trastámara y Trastámara (1470–1498), Prinzessin von Aragón und Kastilien. Mit ihr hatte er einen Sohn:
  - Michael, Kronprinz von Portugal, Kastilien und Aragón (1498–1500)
- In zweiter Ehe heiratete er 1500 Maria de Trastámara y Trastámara (1482–1517), Prinzessin von Aragón und Kastilien. Aus dieser Verbindung gingen hervor:
  - Johann III. (1502–1557), König von Portugal
  - Isabella (1503–1539) ⚭ Kaiser Karl V., Kaiser des Heiligen Römischen Reiches (= König Karl I. von Spanien)
  - Beatriz (1504–1538) ⚭ 1521 Karl III. Herzog von Savoyen
  - Ludwig (Luis) (1506–1555), Herzog von Beja
    - Antonio von Crato

  - Ferdinand (1507–1534), Herzog von Guarda und von Tancoso
  - Alfons (1509–1540), Kardinal
  - Maria (1511–1513)
  - Heinrich (1512–1580), Kardinal, König von Portugal
  - Eduard (Duarte), vierter Herzog von Guimarães (1515–1540) ⚭ Isabella (Isabel) von Braganza
    - Maria (1538–1577)

  - Anton (António) (* 1516, als Kleinkind verstorben)
- In dritter Ehe heiratete er 1519 schließlich Eleonore von Kastilien (1498–1558) aus dem Hause Habsburg. Mit dieser Nichte seiner beiden ersten Frauen hatte er noch zwei Kinder:
  - Karl (Carlos) (1520–1521)
  - Maria (1521–1577), Herzogin von Viseu

## Vorfahren
|  |                                           |  |  |  |  |  |  |  |  |  |  |  |  |
|  | Johann I. von Portugal (1357–1433)        |  |  |  |  |  |  |  |  |  |  |  |  |
|  |                                           |  |  |  |  |  |  |  |  |  |  |  |  |
|  |                                           |  |  |  |  |  |  |  |  |  |  |  |  |
|  | Eduard I. von Portugal (1391–1438)        |  |  |  |  |  |  |  |  |  |  |  |  |
|  |                                           |  |  |  |  |  |  |  |  |  |  |  |  |
|  |                                           |  |  |  |  |  |  |  |  |  |  |  |  |
|  | Philippa of Lancaster (1360–1415)         |  |  |  |  |  |  |  |  |  |  |  |  |
|  |                                           |  |  |  |  |  |  |  |  |  |  |  |  |
|  |                                           |  |  |  |  |  |  |  |  |  |  |  |  |
|  | Ferdinand von Portugal-Viseu (1433–1470)  |  |  |  |  |  |  |  |  |  |  |  |  |
|  |                                           |  |  |  |  |  |  |  |  |  |  |  |  |
|  |                                           |  |  |  |  |  |  |  |  |  |  |  |  |
|  | Ferdinand I. von Aragón (1380–1416)       |  |  |  |  |  |  |  |  |  |  |  |  |
|  |                                           |  |  |  |  |  |  |  |  |  |  |  |  |
|  |                                           |  |  |  |  |  |  |  |  |  |  |  |  |
|  | Eleonore von Aragonien (1402–1445)        |  |  |  |  |  |  |  |  |  |  |  |  |
|  |                                           |  |  |  |  |  |  |  |  |  |  |  |  |
|  |                                           |  |  |  |  |  |  |  |  |  |  |  |  |
|  | Eleonore Urraca von Kastilien (1374–1435) |  |  |  |  |  |  |  |  |  |  |  |  |
|  |                                           |  |  |  |  |  |  |  |  |  |  |  |  |
|  |                                           |  |  |  |  |  |  |  |  |  |  |  |  |
|  | Manuel I. (Portugal) (1469–1521)          |  |  |  |  |  |  |  |  |  |  |  |  |
|  |                                           |  |  |  |  |  |  |  |  |  |  |  |  |
|  |                                           |  |  |  |  |  |  |  |  |  |  |  |  |
|  | Johann I. von Portugal (1357–1433)        |  |  |  |  |  |  |  |  |  |  |  |  |
|  |                                           |  |  |  |  |  |  |  |  |  |  |  |  |
|  |                                           |  |  |  |  |  |  |  |  |  |  |  |  |
|  | Johann von Portugal (1400–1442)           |  |  |  |  |  |  |  |  |  |  |  |  |
|  |                                           |  |  |  |  |  |  |  |  |  |  |  |  |
|  |                                           |  |  |  |  |  |  |  |  |  |  |  |  |
|  | Philippa of Lancaster (1360–1415)         |  |  |  |  |  |  |  |  |  |  |  |  |
|  |                                           |  |  |  |  |  |  |  |  |  |  |  |  |
|  |                                           |  |  |  |  |  |  |  |  |  |  |  |  |
|  | Beatrix von Portugal (1430–1506)          |  |  |  |  |  |  |  |  |  |  |  |  |
|  |                                           |  |  |  |  |  |  |  |  |  |  |  |  |
|  |                                           |  |  |  |  |  |  |  |  |  |  |  |  |
|  | Alfons von Braganza (1377–1461)           |  |  |  |  |  |  |  |  |  |  |  |  |
|  |                                           |  |  |  |  |  |  |  |  |  |  |  |  |
|  |                                           |  |  |  |  |  |  |  |  |  |  |  |  |
|  | Isabella von Braganza (1402–1465)         |  |  |  |  |  |  |  |  |  |  |  |  |
|  |                                           |  |  |  |  |  |  |  |  |  |  |  |  |
|  |                                           |  |  |  |  |  |  |  |  |  |  |  |  |
|  | Beatriz Pereira de Alvim                  |  |  |  |  |  |  |  |  |  |  |  |  |
|  |                                           |  |  |  |  |  |  |  |  |  |  |  |  |
|  |                                           |  |  |  |  |  |  |  |  |  |  |  |  |